# Atletiek op de Paralympische Zomerspelen 2024 - 400 m vrouwen T37
De 400 meter voor vrouwen klasse T37 op de Paralympische Zomerspelen 2024 vond plaats op 3 september in het Stade de France. Deze klasse is voor atletes met cerebrale parese Deze atletes hebben bewegings- en coördinatieproblemen aan één lichaamshelft. Ze kunnen goed bewegen aan hun dominante kant van hun lichaam. De winnares van 2020 was Jiang Fenfen uit de China, zij werd in 2024 opgevolgd door de Oekraïense Nataliia Kobzar. Jiang Fenfen behaalde het zilver en de bronzen medaille was voor Viktoriia Slanova.

## Records
Voorafgaand aan het toernooi waren dit de wereldrecords en Paralympische records.
| Wereldrecord        | Verenigd Koninkrijk Georgina Hermitage | 1:00.29 | Londen         | 20 juli 2017      |
| Paralympisch record | Groot-Brittannië Wen Xiaoyan           | 1:00.53 | Rio de Janeiro | 13 september 2016 |

## Finale
| Rang   | Baan | Naam              | Naam | Tijd    | Bijz. |
| ------ | ---- | ----------------- | ---- | ------- | ----- |
| Goud   | 8    | Nataliia Kobzar   | UKR  | 1:00.92 | PB    |
| Zilver | 6    | Jiang Fenfen      | CHN  | 1:01.88 | SB    |
| Brons  | 7    | Viktoriia Slanova | NPA  | 1:03.61 | PB    |
| 4      | 5    | Sheryl James      | RSA  | 1:06.88 |       |
| 5      | 2    | Liezel Gouws      | RSA  | 1:08.33 |       |
| 6      | 4    | Laure Ustaritz    | FRA  | 1:09.20 |       |
| 7      | 9    | Neda Bahi         | TUN  | 1:11.52 |       |
| 8      | 3    | Selma van Kerm    | BEL  | 1:14.80 |       |